# Charoides signaticornis
Charoides signaticornis là một loài bọ cánh cứng trong họ Cerambycidae.